# Gubernia kijowska

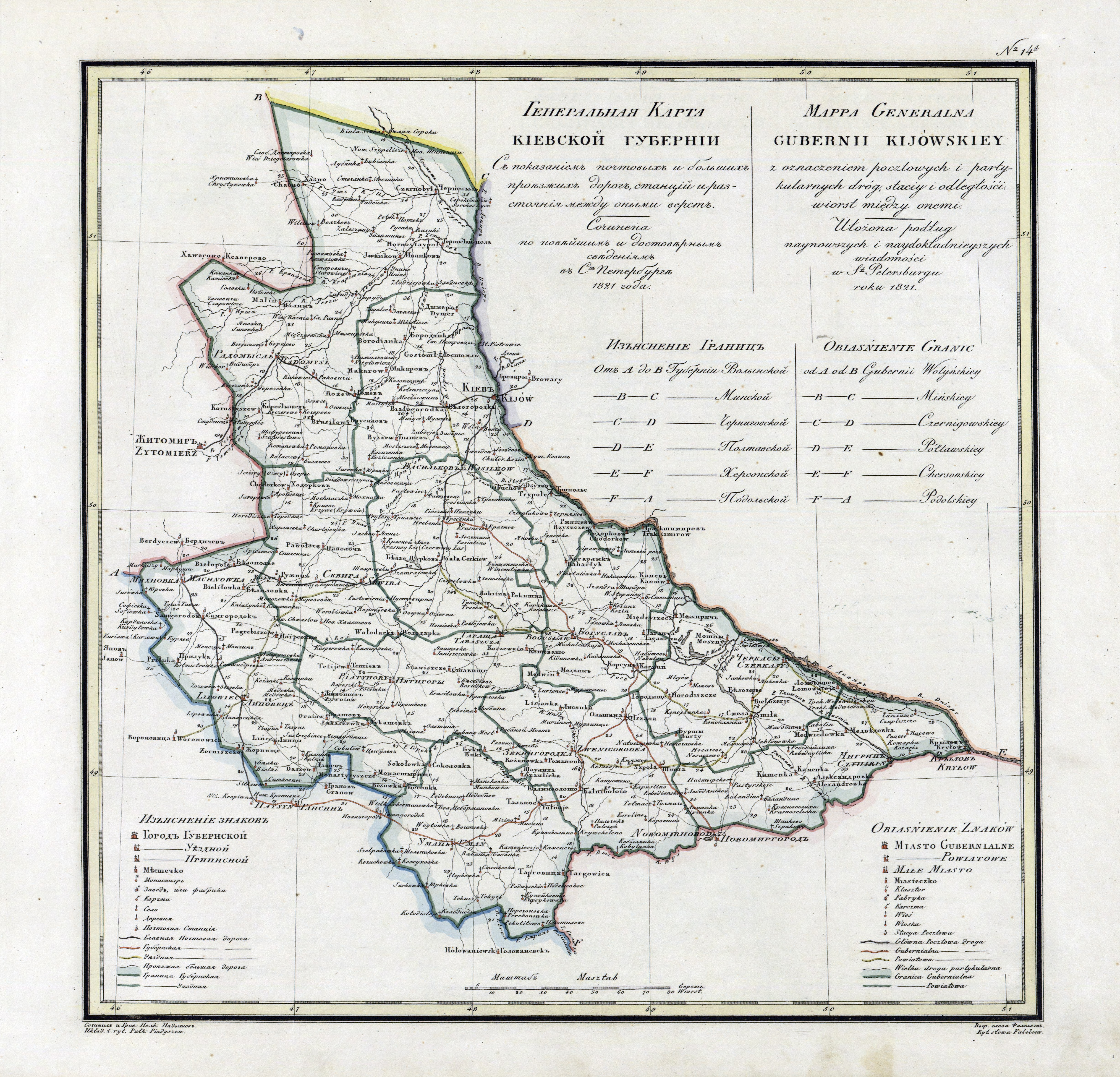
Mapa generalna guberni kijowskiej, 1821

Gubernia kijowska (ros. Киевская губерния, ukr. Київська губернія) – gubernia Imperium Rosyjskiego istniejąca w latach 1708–1781 i 1796–1925 w odmiennym składzie terytorialnym; stolicą guberni był Kijów.

## Gubernia kijowska wSłowniku geograficznym Królestwa Polskiego
Gubernia kijowska. Rozległość 44,806 wiorst kwadr. Ludność 2,144,276 (w tem 78,109 katol. a 1879 r. było 277,497 izr.). Stanowiła własność rzplitej do końca zeszłego wieku, kiedy kraj ten wcielono do Rossyi, a województwo kijowskie na gubernią zamieniono. Z powodu długiego zostawania pod rządem polskim, gubernia kijowska i dziś jeszcze, u ludu pogranicznych gub. połtawskiej i chersońskiej, „polską,” się nazywa (J. Funduklej. Opis statystyczny guberni kijowskiej. Kijów 1852 r., t. I, karta 2). Dzisiejsza gub. kijow., utworzona 1797 r. z ziem i miast oderwanych od Polski, liczyła 12 powiatów i 532,793 głów płacących podatki. Ostateczne zaś uorganizowanie (t. j. wcielenie miasta Berdyczowa) nastąpiło 1846 r. Gubernia dzieli się na 12 powiatów, mianowicie: kijowski, wasylkowski, radomyski, skwirski, berdyczowski, lipowiecki, taraszczański, kaniowski, czerkaski, czehryński, zwinogródzki i humański. Graniczy na północy z mińską gub., na. wschód (rz. Dnieprem). z guber. czernihowską, i połtawską, na południa z chersońską guber., na zachód z wołyńską i podolską gub. Kijow. gub. tworzy nieforemną figurę podługowatą, której największa długość w kierunku biegu rzeki Dniepru wynosi 57 mil, największa zaś szerokość na południowym jej krańcu 33 m. Pod względem zaś położenia geograficznego, zawiera. się ona. między 51°29′ i 48°28′ szer., 46°4′ i 50°30′ długości wschodniej (od Ferro). Pod względem topogr., północna część guberni stanowi dalszy ciąg obszarnego bagnistego Polesia, idącego od Mozyrza i Rzeczycy w guber. mińskiej i obejmującego w kraju tutajszym 2/3 pow. radomyskiego i II. powiatu kijowskiego. Cała ta powierzchnia, około 700 mil kw., jest pokryta lasami, bagniskami i nizinami. Część środkowa przedstawia wyniosłe płaszczyzny, poprzecinane miejscami przez parowy i doły, tudzież przez pasma gór i pagórków z lasami pomieszanych; w południowej nareszcie części napotykają się obszerne stepy urodzajne. Wyniosłości, w różnych kierunkach kraj przecinające, podzielone być mogą, na wewnętrzne i nadbrzeżne; te ostatnie idą wzdłuż Dniepru na całej jego długości w guber. kijowskiej. Wewnętrz na zaś stanowią odnogi pasma Karpat, wchodzących tu z pogranicznych Wołynia i Podola. Odnogi te, widocznie skierowane na południo-wschód, przechodzą Berdyczów, Machnówkę, Lipowiec, Pjatyhory, Zwinogródkę i Złotopol do gub. chersońskiej, której cały pas północny, przyległy do gub. kijowskiej, spoczywa na granitowej podstawie tejże formacyi. Najwynioślejsze miejsca znajduje się w pow. berdyczowskim, między samem Berdyczowem i m. Machnówką,. w okolicach basejnu rzeczki Hnyłopiaty, wynosząc blisko 160 sążni nad poziom mora; wówczas, gdy średnia wysokość guberni nie przewyższa. 35 sąż. nad poziom morza. Wyniosłość ta rozgranicza zarazem basejny Bohu i Dniepru, dając początek mnóstwu rzeczek spadających, jak do jednej, tak do drugiej rzeki. Do Dniepru wpadają Prypeć, Teterew, Łosionka, Irpień, Stuhna, Roś, Olszanka, Taśmina.; do Bohu: Sob, Syniucha, Desna mała. Do każdej z tych rzek wpadają inne, jak np. do Prypeci: Usza, do Teterewa: Irsza, Zdwiż; do Irpeni: Upawa; do Rosi: Kamianka, Rastawica i t. d., tak, że liczba wszystkich rzek i rzeczek wpadających do Dniepru i Bohu, a także do ich dopływów, wynosi 552. W ogóle wierzchowiny Wszystkich tych rzeczek są, bagniste, wszystkie ich zakręty zwrócone ku północy, mają, z lewej strony brzeg znacznie wzniesiony, przy kierunku zaś południowym prawy brzeg wyższy od lewego. Na wiosnę wylewy tych rzek w miejscach niższych wyrządzaja znaczne szkody (...)

## Demografia
Według pierwszego powszechnego spisu ludności Imperium Rosyjskiego z 1897 roku ludność guberni liczyła 3 559 229 osób, podział etniczny populacji przedstawiał się następująco według kryterium języka deklarowanego przez respondentów:
- Ukraińcy – 2 819 145 (79,2%)
- Żydzi – 430 489 (12,1%)
- Rosjanie – 209 427 (5,9%)
- Polacy – 68 791 (1,9%)
- Inni – 31 377 (0,9%)

### Ludność w powiatach według deklarowanego języka ojczystego w 1897 r.

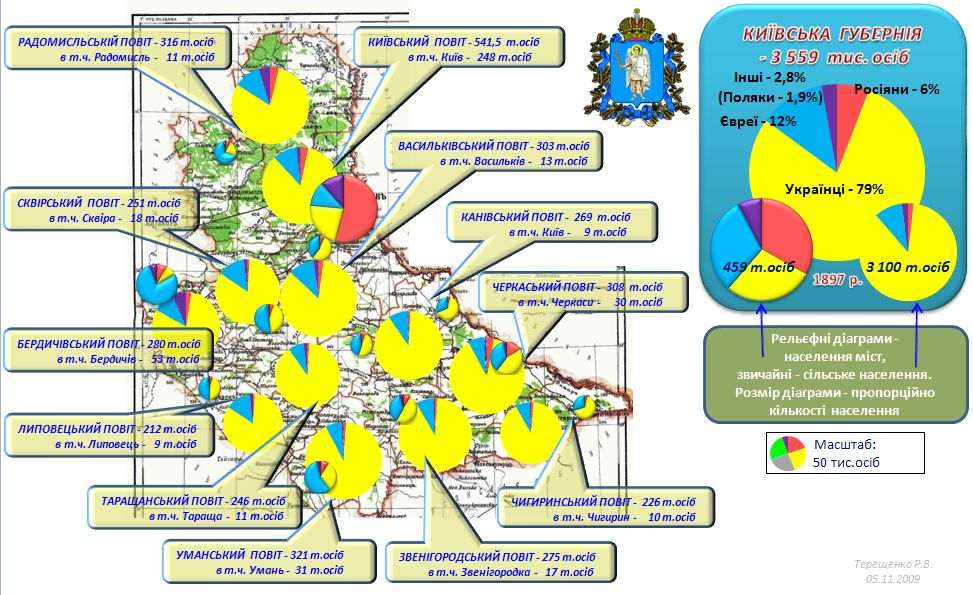
Mapa etnograficzna guberni kijowskiej według spisu w 1897 r.

### Ludność w powiatach według deklarowanego języka ojczystego w 1897 r.[2]
| Powiat          | Ukraińcy | Żydzi | Rosjanie | Polacy | Niemcy |
| --------------- | -------- | ----- | -------- | ------ | ------ |
| Gubernia ogółem | 79,2%    | 12,1% | 5,9%     | 1,9%   | …      |
| Berdyczowski    | 66,9%    | 23,1% | 3,6%     | 5,8%   | …      |
| Wasylkowski     | 83,6%    | 12,1% | 2,2%     | 1,8%   | …      |
| Zwinogródzki    | 88,0%    | 9,7%  | 1,4%     | …      | …      |
| Kaniowski       | 88,7%    | 9,7%  | …        | …      | …      |
| Kijowski        | 56,2%    | 11,1% | 26,6%    | 3,4%   | 1,1%   |
| Lipowiecki      | 82,0%    | 15,0% | 1,1%     | 1,9%   | …      |
| Radomyski       | 78,4%    | 13,1% | 3,9%     | 1,9%   | 2,3%   |
| Skwirski        | 83,5%    | 12,5% | 1,3%     | 2,4%   | …      |
| Taraszczański   | 87,6%    | 9,4%  | …        | 1,8%   | …      |
| Humański        | 85,4%    | 11,7% | 1,8%     | …      | …      |
| Czerkaski       | 84,9%    | 9,8%  | 4,2%     | …      | …      |
| Czehryński      | 89,4%    | 8,6%  | 1,4%     | …      | …      |

### Podział wyznaniowy guberni 1897[3]
- prawosławie – 2 983 736 (83,8%)
- judaizm – 433 728 (12,1%)
- rzymskokatolickie – 106 733 (2,9%)
- inni – 35 032 (1,2%)

### Miasta

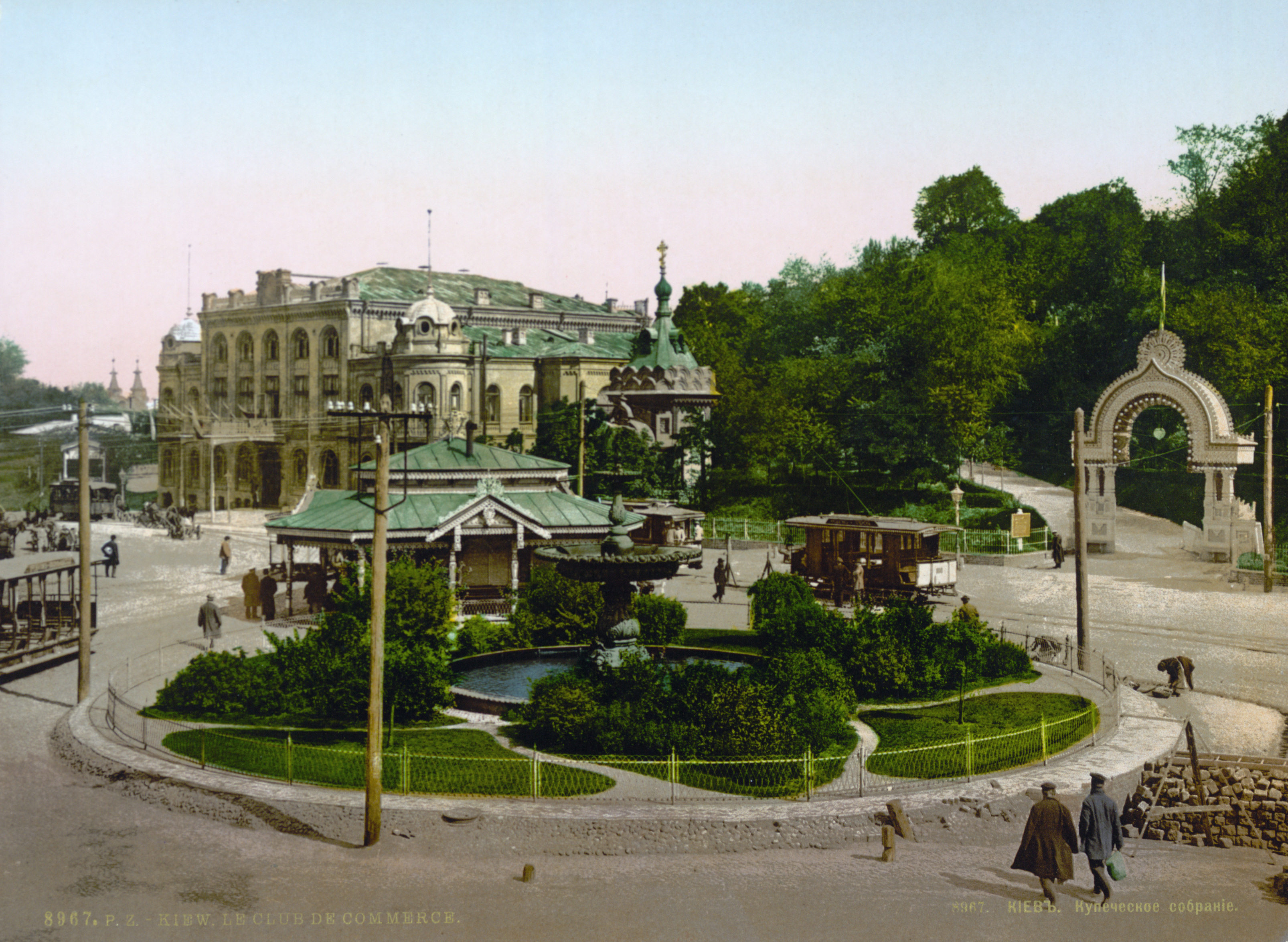
Kijów ok. 1900 roku

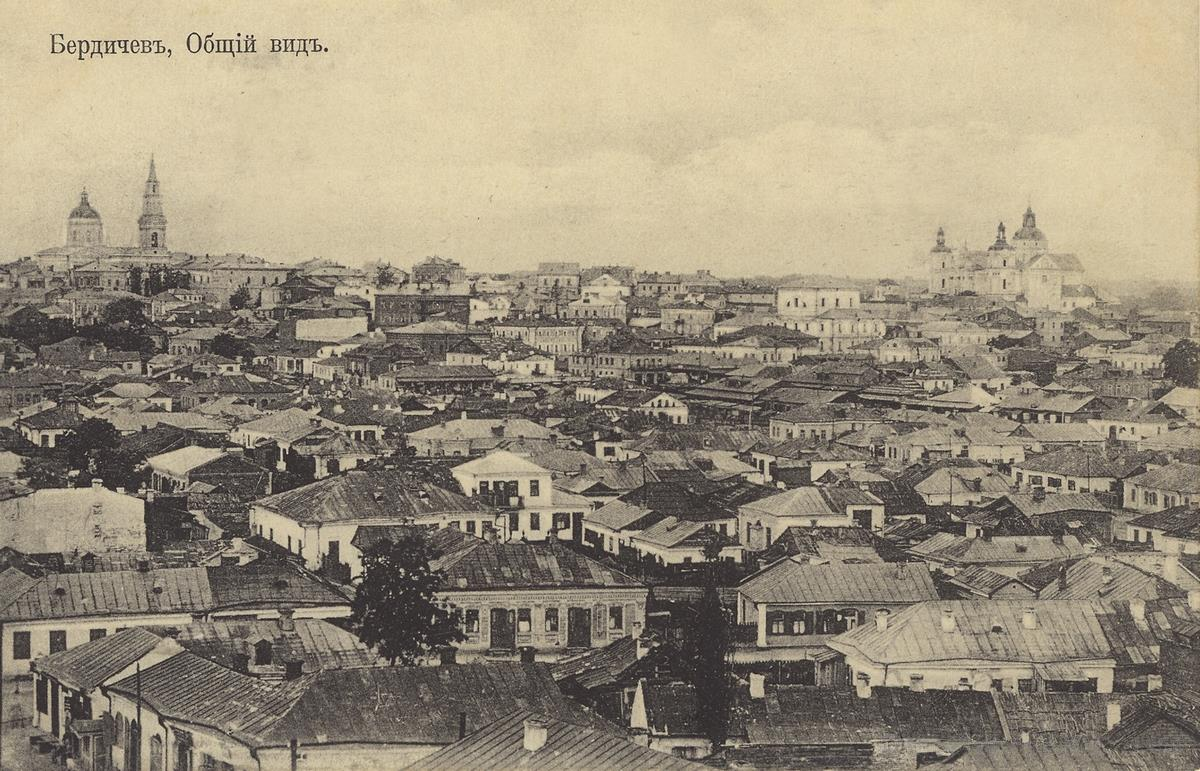
Berdyczów na początku XX wieku

Największe miasta guberni w 1897 roku na podstawie danych z carskiego spisu powszechnego wraz z przynależnością administracyjną w Rzeczypospolitej przed utratą na rzecz Rosji:
|     | miasto      | populacja | województwo I RP       |
| --- | ----------- | --------- | ---------------------- |
| 1.  | Kijów       | 247 723   | kijowskie              |
| 2.  | Berdyczów   | 53 351    | kijowskie              |
| 3.  | Humań       | 31 016    | bracławskie            |
| 4.  | Czerkasy    | 29 600    | kijowskie              |
| 5.  | Skwyra      | 17 958    | kijowskie              |
| 6.  | Zwinogródka | 16 923    | bracławskie/ kijowskie |
| 7.  | Wasylków    | 13 132    | kijowskie              |
| 8.  | Taraszcza   | 11 259    | kijowskie              |
| 9.  | Radomyśl    | 10 906    | kijowskie              |
| 10. | Czehryń     | 9872      | kijowskie              |